# Rennie Airth
Rennie George Airth (geboren 1935 in Südafrika) ist ein südafrikanischer Schriftsteller.
Airth war als Auslandskorrespondent für die Nachrichtenagentur Reuters tätig, bevor er – nach zwei weniger beachteten Romanen 1969 bzw. 1981 – ab 1999 durch eine Trilogie von zwischen 1921 und 1944 angesetzten Kriminalromanen um den Detective Inspector John Madden von Scotland Yard bekannt wurde. Der erste Band der Trilogie, River of Darkness, war 2000 für vier Preise nominiert, darunter den Anthony Award und den Edgar, und erhielt den renommiertesten französischen Krimipreis, den Grand prix de littérature policière. Ungeachtet Airths ursprünglicher Absicht, eine Trilogie zu schaffen, sind noch weitere Bände um Detective Inspector John Madden erschienen.
Airth lebt und arbeitet in Italien (Stand Herbst 2019).

## Auszeichnungen
- 2000: Grand prix de littérature policière für River of Darkness

## Werke
- Snatch! (1969)
  - dt.: Der Schnapp. Roman, Molden, Wien-München-Zürich 1970
- Once A Spy (1981)
  - dt.: Ein Spion mit sieben Leben, Scherz, Bern-München-Wien 1983, ISBN 3-502-55889-2

### John Madden-Serie
- River of Darkness (1999)
  - dt.: Nacht ohne Gesicht. Roman, Goldmann, München 2000, ISBN 3-442-44917-0
- The Blood-Dimmed Tide (2003)
  - dt.: Orte der Finsternis. Roman, Goldmann, München 2006, ISBN 978-3-442-45285-9
- The Dead of Winter (2009)
- The Reckoning (2014)
  - dt.: Totengedenken. Roman, Goldmann, München 2015, ISBN 978-3-442-48263-4
- The Death of Kings (2017)
- The Decent Inn of Death (2020) – ISBN 9780143134299